# 赫尔曼尼·皮赫拉亚迈基
赫尔曼尼·皮赫拉亚迈基（芬蘭語：Hermanni Pihlajamäki，1903年11月11日—1982年6月4日），芬兰男子摔跤运动员。他曾代表芬兰参加1932年和1936年夏季奥林匹克运动会摔跤比赛，共获得一枚金牌和一枚铜牌。